# Politica dell'Indonesia
Il sistema politico in Indonesia prende la forma di una repubblica presidenziale multipartitica, in cui il presidente è sia capo del governo che capo di Stato. Il potere esecutivo è esercitato dal governo. Il potere legislativo è condiviso tra il governo e i due rami dell'Assemblea consultiva del popolo (la camera alta Consiglio di rappresentanza regionale e la camera bassa Camera dei rappresentanti del popolo). Il potere giudiziario è indipendente dall'esecutivo e dalla legislatura.
La costituzione del 1945 prevedeva una limitata separazione dei tre poteri. Il sistema è stato definito come "presidenziale con caratteristiche parlamentari". In seguito alla rivoluzione indonesiana del 1998 e al ritiro del presidente Suharto, furono avviate diverse riforme politiche.